# 400 meter häck för herrar i friidrott vid olympiska sommarspelen 2020
Herrarnas 400 meter häck vid olympiska sommarspelen 2020 avgjordes mellan den 30 juli och 3 augusti 2021 på Tokyos Olympiastadion i Japan. 36 deltagare från 26 nationer deltog i tävlingen. Det var 27:e gången grenen fanns med i ett OS och den har funnits med i varje OS sedan 1900 förutom 1912.
Karsten Warholm från Norge tog guld och satte ett nytt världsrekord på 45,94 sekunder. Silvermedaljen togs av amerikanska Rai Benjamin på tiden 46,17 sekunder och bronsmedaljen gick till brasilianska Alison dos Santos som sprang i mål på 46,72 sekunder, där båda löparna satte varsitt nytt värdsdelsrekord.

## Rekord
Innan tävlingens start fanns följande rekord:
| Världsrekord     | Karsten Warholm (NOR) | 46,70 | Oslo, Norge        | 1 juli 2021    |
| Olympiskt rekord | Kevin Young (USA)     | 46,78 | Barcelona, Spanien | 6 augusti 1992 |

| Område                                   | Idrottare         | Tid        | Nation     |
| ---------------------------------------- | ----------------- | ---------- | ---------- |
| Afrika                                   | Samuel Matete     | 47,10      | Zambia     |
| Asien                                    | Abderrahman Samba | 46,98      | Qatar      |
| Europa                                   | Karsten Warholm   | 46,70 0VR0 | Norge      |
| Nordamerika, Centralamerika och Karibien | Kevin Young       | 46,78      | USA        |
| Oceanien                                 | Rohan Robinson    | 48.28      | Australien |
| Sydamerika                               | Alison dos Santos | 47,34      | Brasilien  |

### Nya rekord
Följande världs- och olympiska rekord slogs under tävlingens gång:
| Världsrekord     | Karsten Warholm (NOR) | 45,94 | Tokyo, Japan | 3 augusti 2021 |
| Olympiskt rekord | Karsten Warholm (NOR) | 45,94 | Tokyo, Japan | 3 augusti 2021 |

Följande världsdelsrekord slogs under tävlingens gång:
| Område                                   | Idrottare         | Tid        | Nation    |
| ---------------------------------------- | ----------------- | ---------- | --------- |
| Europa                                   | Karsten Warholm   | 45,94 0VR0 | Norge     |
| Nordamerika, Centralamerika och Karibien | Rai Benjamin      | 46,17      | USA       |
| Sydamerika                               | Alison dos Santos | 46,72      | Brasilien |

Följande nationsrekord slogs under tävlingens gång:
| Land                   | Idrottare         | Omgång    | Tid   | Noteringar       |
| ---------------------- | ----------------- | --------- | ----- | ---------------- |
| Brasilien              | Alison dos Santos | Semifinal | 47,31 | 0AR0             |
| Brasilien              | Alison dos Santos | Final     | 46,72 | 0AR0             |
| Estland                | Rasmus Mägi       | Semifinal | 48,36 |                  |
| Estland                | Rasmus Mägi       | Final     | 48,11 |                  |
| Norge                  | Karsten Warholm   | Final     | 45,94 | 0VR0, 0OR0, 0AR0 |
| USA                    | Rai Benjamin      | Final     | 46,17 | 0AR0             |
| Brittiska Jungfruöarna | Kyron McMaster    | Final     | 47,08 |                  |
| Turkiet                | Yasmani Copello   | Final     | 47,81 |                  |

## Program
Alla tider är UTC+9.
| Datum                 | Tid   | Omgång      |
| --------------------- | ----- | ----------- |
| Fredag 30 juli 2021   | 9:00  | Försöksheat |
| Söndag 1 augusti 2021 | 21:05 | Semifinaler |
| Tisdag 3 augusti 2021 | 9:00  | Final       |

## Resultat

### Försöksheat
Kvalificeringsregler: De fyra första i varje heat 0Q0 samt de fyra snabbaste tiderna 0q0 gick vidare till semifinalerna.

#### Heat 1
| Placering | Bana | Idrottare           | Nation           | Reaktionstid | Tid   | Noteringar |
| --------- | ---- | ------------------- | ---------------- | ------------ | ----- | ---------- |
| 1         | 2    | Abderrahman Samba   | Qatar            | 0,200        | 48,38 | 0Q0        |
| 2         | 6    | Alison dos Santos   | Brasilien        | 0,152        | 48,42 | 0Q0        |
| 3         | 8    | Abdelmalik Lahoulou | Algeriet         | 0,149        | 48,83 | 0Q0, 0SB0  |
| 4         | 4    | Kemar Mowatt        | Jamaica          | 0,139        | 49,06 | 0Q0        |
| 5         | 5    | Ludvy Vaillant      | Frankrike        | 0,152        | 49,23 | 0q0        |
| 6         | 7    | Máté Koroknai       | Ungern           | 0,151        | 49,80 |            |
| 7         | 3    | Chen Chieh          | Kinesiska Taipei | 0,158        | 50,96 | 0=SB0      |

#### Heat 2
| Placering | Bana | Idrottare             | Nation       | Reaktionstid | Tid   | Noteringar |
| --------- | ---- | --------------------- | ------------ | ------------ | ----- | ---------- |
| 1         | 4    | Jaheel Hyde           | Jamaica      | 0,184        | 48,54 | 0Q0        |
| 2         | 7    | Kenneth Selmon        | USA          | 0,185        | 48,61 | 0Q0        |
| 3         | 8    | Hiromu Yamauchi       | Japan        | 0,184        | 49,21 | 0Q0        |
| 4         | 9    | Constantin Preis      | Tyskland     | 0,215        | 49,73 | 0Q0        |
| 5         | 6    | Creve Armando Machava | Moçambique   | 0,159        | 50,37 | 0SB0       |
| 6         | 2    | Mohamed Amine Touati  | Tunisien     | 0,152        | 50,58 |            |
| 7         | 5    | Sergio Fernández      | Spanien      | 0,152        | 51,51 |            |
| 8         | 3    | Ned Azemia            | Seychellerna | 0,151        | 51,67 |            |

#### Heat 3
| Placering | Bana | Idrottare          | Nation     | Reaktionstid | Tid   | Noteringar |
| --------- | ---- | ------------------ | ---------- | ------------ | ----- | ---------- |
| 1         | 8    | Karsten Warholm    | Norge      | 0,157        | 48,65 | 0Q0        |
| 2         | 7    | Thomas Barr        | Irland     | 0,147        | 49,02 | 0Q0        |
| 3         | 3    | Alessandro Sibilio | Italien    | 0,126        | 49,11 | 0Q0        |
| 4         | 4    | Luke Campbell      | Tyskland   | 0,145        | 49,19 | 0Q0, 0SB0  |
| 5         | 5    | Wilfried Happio    | Frankrike  | 0,152        | 49,39 | 0q0        |
| 6         | 6    | Márcio Teles       | Brasilien  | 0,154        | 49,70 | 0SB0       |
| 7         | 2    | Gerald Drummond    | Costa Rica | 0,183        | 49,92 |            |

#### Heat 4
| Placering | Bana | Idrottare       | Nation                 | Reaktionstid | Tid   | Noteringar |
| --------- | ---- | --------------- | ---------------------- | ------------ | ----- | ---------- |
| 1         | 2    | Kyron McMaster  | Brittiska Jungfruöarna | 0,184        | 48,79 | 0Q0        |
| 2         | 5    | Yasmani Copello | Turkiet                | 0,188        | 49,00 | 0Q0        |
| 3         | 4    | Shawn Rowe      | Jamaica                | 0,157        | 49,18 | 0Q0, 0SB0  |
| 4         | 6    | David Kendziera | USA                    | 0,192        | 49,23 | 0Q0        |
| 5         | 8    | Joshua Abuaku   | Tyskland               | 0,169        | 49,50 | 0q0, 0SB0  |
| 6         | 3    | Kazuki Kurokawa | Japan                  | 0,154        | 50,30 |            |
| 7         | 7    | Jordin Andrade  | Kap Verde              | 0,202        | 50,64 | 0SB0       |

#### Heat 5
| Placering | Bana | Idrottare         | Nation        | Reaktionstid | Tid   | Noteringar |
| --------- | ---- | ----------------- | ------------- | ------------ | ----- | ---------- |
| 1         | 6    | Rai Benjamin      | USA           | 0,209        | 48,60 | 0Q0        |
| 2         | 4    | Rasmus Mägi       | Estland       | 0,160        | 48,73 | 0Q0        |
| 3         | 2    | Sokwakhana Zazini | Sydafrika     | 0,147        | 49,51 | 0Q0, 0SB0  |
| 4         | 7    | Nick Smidt        | Nederländerna | 0,181        | 49,55 | 0Q0        |
| 5         | 3    | Vít Müller        | Tjeckien      | 0,143        | 49,59 | 0q0        |
| 6         | 8    | Takatoshi Abe     | Japan         | 0,166        | 49,98 |            |
| 7         | 5    | M. P. Jabir       | Indien        | 0,167        | 50,77 |            |

### Semifinaler
Kvalificeringsregler: De två första i varje heat 0Q0 samt de två snabbaste tiderna 0q0 gick vidare till finalen.

#### Semifinal 1
| Placering | Bana | Idrottare         | Nation    | Reaktionstid | Tid   | Noteringar |
| --------- | ---- | ----------------- | --------- | ------------ | ----- | ---------- |
| 1         | 7    | Karsten Warholm   | Norge     | 0,156        | 47,30 | 0Q0        |
| 2         | 5    | Rai Benjamin      | USA       | 0,184        | 47,37 | 0Q0        |
| 3         | 4    | Yasmani Copello   | Turkiet   | 0,183        | 47,88 | 0q0, 0SB0  |
| 4         | 6    | Thomas Barr       | Irland    | 0,151        | 48,26 | 0SB0       |
| 5         | 9    | Kemar Mowatt      | Jamaica   | 0,166        | 48,95 |            |
| 6         | 8    | Sokwakhana Zazini | Sydafrika | 0,150        | 48,99 | 0SB0       |
| 7         | 3    | Ludvy Vaillant    | Frankrike | 0,162        | 49,02 | 0SB0       |
| 8         | 2    | Joshua Abuaku     | Tyskland  | 0,179        | 49,93 |            |

#### Semifinal 2
| Placering | Bana | Idrottare          | Nation        | Reaktionstid | Tid   | Noteringar |
| --------- | ---- | ------------------ | ------------- | ------------ | ----- | ---------- |
| 1         | 7    | Alison dos Santos  | Brasilien     | 0,171        | 47,31 | 0Q0, 0AR0  |
| 2         | 5    | Abderrahman Samba  | Qatar         | 0,188        | 47,47 | 0Q0, 0SB0  |
| 3         | 4    | Alessandro Sibilio | Italien       | 0,123        | 47,93 | 0q0, 0PB0  |
| 4         | 6    | Kenneth Selmon     | USA           | 0,225        | 48,58 |            |
| 5         | 8    | Luke Campbell      | Tyskland      | 0,153        | 48,62 | 0PB0       |
| 6         | 9    | Shawn Rowe         | Jamaica       | 0,204        | 48,83 | 0PB0       |
| 7         | 2    | Nick Smidt         | Nederländerna | 0,164        | 49,35 | 0SB0       |
| 8         | 3    | Vít Müller         | Tjeckien      | 0,145        | 49,69 |            |

#### Semifinal 3
| Placering | Bana | Idrottare           | Nation                 | Reaktionstid | Tid     | Noteringar |
| --------- | ---- | ------------------- | ---------------------- | ------------ | ------- | ---------- |
| 1         | 7    | Kyron McMaster      | Brittiska Jungfruöarna | 0,179        | 48,26   | 0Q0        |
| 2         | 6    | Rasmus Mägi         | Estland                | 0,156        | 48,36   | 0Q0, 0NR0  |
| 3         | 9    | David Kendziera     | USA                    | 0,190        | 48,67   |            |
| 4         | 2    | Constantin Preis    | Tyskland               | 0,186        | 49,10   |            |
| 5         | 5    | Abdelmalik Lahoulou | Algeriet               | 0,125        | 49,14   |            |
| 6         | 8    | Hiromu Yamauchi     | Japan                  | 0,192        | 49,35   |            |
| 7         | 3    | Wilfried Happio     | Frankrike              | 0,130        | 49,49   |            |
| 8         | 4    | Jaheel Hyde         | Jamaica                | 0,159        | 1.27,38 |            |

### Final
| Placering | Bana | Idrottare          | Nation                 | Reaktionstid | Tid   | Noteringar |
| --------- | ---- | ------------------ | ---------------------- | ------------ | ----- | ---------- |
| 1         | 6    | Karsten Warholm    | Norge                  | 0,145        | 45,94 | 0VR0       |
| 2         | 5    | Rai Benjamin       | USA                    | 0,168        | 46,17 | 0AR0       |
| 3         | 7    | Alison dos Santos  | Brasilien              | 0,156        | 46,72 | 0AR0       |
| 4         | 4    | Kyron McMaster     | Brittiska Jungfruöarna | 0,157        | 47,08 | 0NR0       |
| 5         | 8    | Abderrahman Samba  | Qatar                  | 0,186        | 47,12 | 0SB0       |
| 6         | 3    | Yasmani Copello    | Turkiet                | 0,166        | 47,81 | 0=NR0      |
| 7         | 9    | Rasmus Mägi        | Estland                | 0,167        | 48,11 | 0NR0       |
| 8         | 2    | Alessandro Sibilio | Italien                | 0,144        | 48,77 |            |